# Лютик едкий
Лю́тик е́дкий (лат. Ranúnculus ácris) — травянистое растение, типовой вид рода Лютик семейства Лютиковые (Ranunculaceae).

## Название
Одно из русских народных названий растения — «куриная слепота».

## Ботаническое описание

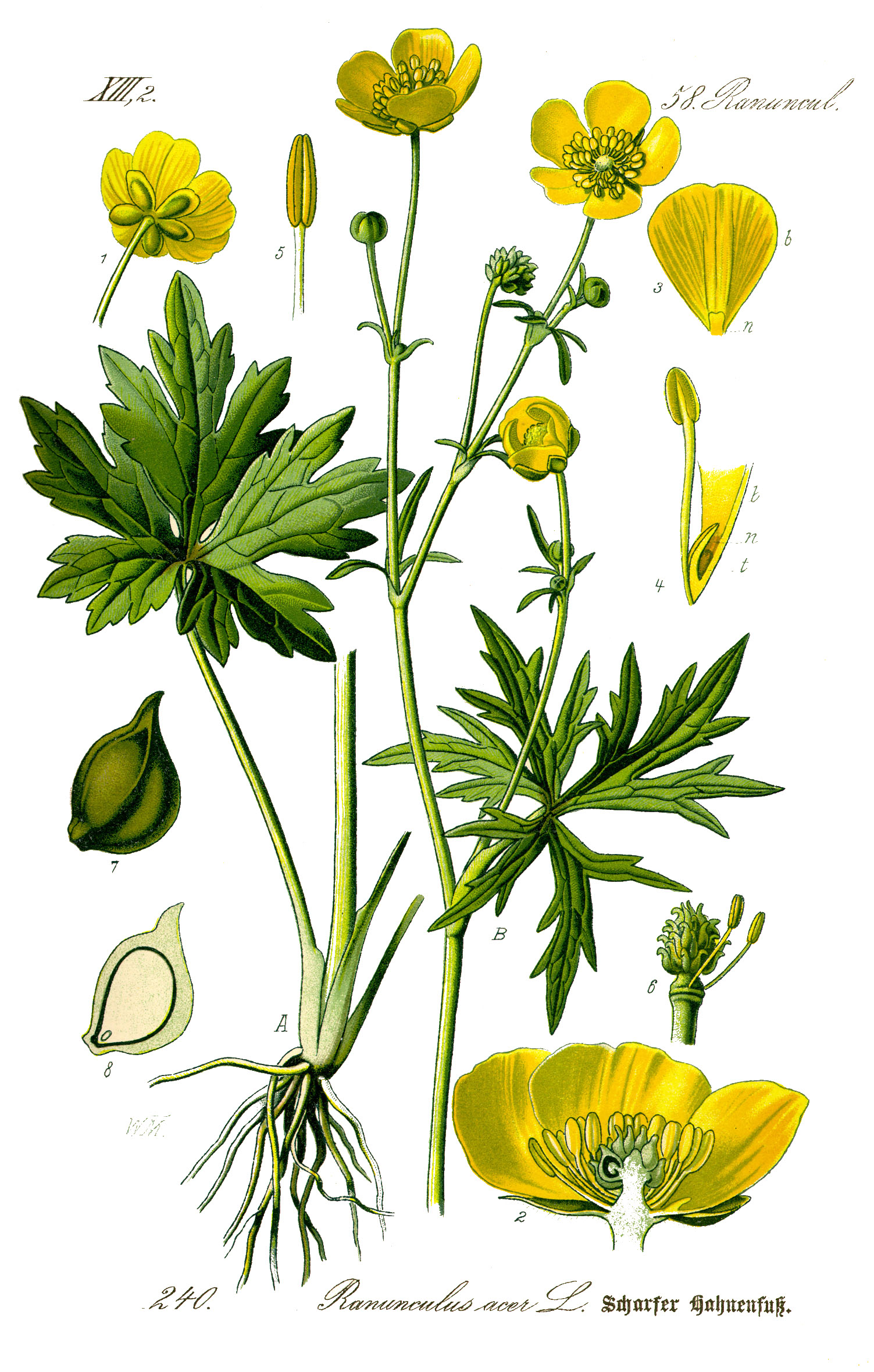
Лютик едкий.

Лютик едкий — многолетнее травянистое растение, достигает в высоту 20—50 см.
Корневище укороченное (0,5—1,8 см длины), залегающее вблизи поверхности почвы. Главный корень отмирает в раннем возрасте. Придаточные корни многочисленные, отходят горизонтально или косо книзу в виде пучка от корневища. Глубина проникновения 10—40 см, ширина распространения 25—50 см. Корни содержат эндотрофную или эктоэндотрофную микоризу.
Нижние листья длинночерешковые, длиной 5—10 см, пятиугольные, пальчатораздельные; верхние — сидячие, трёхраздельные с линейными, зубчатыми долями.
Цветки ярко-жёлтого цвета, достигают 2 см в диаметре, одиночные или собраны в соцветие полузонтик. Чашелистиков пять; лепестков пять; множество тычинок и пестиков. Цветёт в июне. Формула цветка: {\displaystyle \ast K_{5}\;C_{5}\;A_{\infty }\;G_{\infty }}.
Плод — многоорешек.
Вес 1000 семян — 1,6 грамма, всхожесть семян — 85 %.
| Общий вид | Цветок | Плод |

## Распространение и экология
Размножается преимущественно семенами. По наблюдениям, в центральной части поймы Оки семенная продуктивность в среднем на 1 особь составила 200—260 семян, на материковых лугах — меньше, 30—50 семян на 1 побег. По другим данным, семенная продуктивность может достигать 1000 на 1 растение.
Предпочитает увлажнённые почвы. Выдерживает умеренное затопление и небольшое заиление. Произрастает на почвах с различной кислотностью (от pH 4,0 до 7,5). Хорошо растёт на богатых и бедных преимущественно суглинистых и глинистых почвах.

## Химический состав
Растение содержит летучее едкое вещество с резким запахом — протоанемонин (анемонол) типа камфоры, раздражающее слизистые оболочки глаз, носа, гортани и внутренних органов, каротиноид флавоксантин, сапонины, алкалоиды, аскорбиновую кислоту, сердечные гликозиды и флавоновые соединения. Сильно ядовито.
Листья содержат 7,4—12,1 мг % каротина, плоды 23 % жира. В сухих лепестках содержится каротиноид флавоксантин ({\displaystyle {\ce {C40H50O3}}}) (40 мг на 1 кг сухих цветков).
В золе содержится в процентах: 24,3 калия, 18,4 кальция, 4,1 магния, натрия 6,0, железо 2,4, фосфора 3,5, серы 1,8, кремния 3,7, хлора 5,0.

## Хозяйственное значение и использование
Применяют в народной медицине для лечения ожогов, ран, при фурункулах, а также при ревматизме, головных болях, туберкулёзе.
Махровая форма ('Flore pleno') с крупными ярко-жёлтыми цветками выращивается как декоративное садовое растение.
Токсичен для медоносных пчёл. При недостатке цветущих медоносов цветки лютика едкого охотно посещаются пчёлами, которые массами погибают из-за переполнения средней кишки содержащей токсины пыльцевой массой. Картина чаще всего наблюдается на некоторых пасеках Нечернозёмной зоны.
Растения ядовито для сельскохозяйственных животных. Отравление происходит при значительном поедании лютика едкого в фазе цветения. Такое может произойти только на бедных пастбищах весной, где отсутствуют хорошие кормовые травы. Имеются сведения об отравлении молодняка овец лютиком едким в совхозе Прималкинском Кабардино-Балкарской АССР. В совхозе № 18 Зимовниковского района Ростовской области также зарегистрированы случаи отравления овцематок лютиком, произрастающим по балкам и лиманам.
Поедается гусями, посредственно поедается северным оленем (Rangifer tarandus), поедается косулями. Данные о поедаемости скотом противоречивы.
Весной и ранним летом в большом количестве поедается европейским лосём (Alces alces Linnaeus).
На некоторых лугах с весны развивает значительную массу, не имеющую существенного хозяйственного значения, так как поедается плохо или не поедается вовсе. К моменту сенокошения большая часть плодоносящих побегов успевает огрубеть и поэтому имеет очень низкую кормовую ценность. Приземные листья в значительной части теряются при сеноуборке.

## Прочие сведения
На берегу реки Берёзовки (притока Колымы) в вечной мерзлоте был найден шерстистый мамонт. В 1901 году принимавшие участие в раскопках и реконструкции «берёзовского мамонта» немецкий зоолог Ойген В. Фиценмайер и его коллега Отто Ф. Херз нашли, что у зверя во рту сохранился пучок растений, которые мамонт начал жевать прямо перед тем, как упасть в глубокую расщелину и погибнуть. Сохранившиеся растительные останки определили как Carex sp., Thymus serpyllum, Gentiana sp., Cypripedium sp., Papaver alpinum и лютик едкий.

## В художественной литературе
Яд, от которого уснула Джульетта и которым отравился Ромео, был сделан из лютика.

В романе А. С. Пушкина «Евгений Онегин» упоминается «пучок зари», который чета Лариных брала с собой на молебен в день Святой Троицы (глава II, строфа XXXV). В. В. Набоков в комментариях к роману утверждает, что наиболее очевидным кандидатом на роль данного растения является лютик едкий.

## Классификация

### Таксономия
Ranunculus acris L., 1753, Sp. Pl. : 554
Вид Лютик едкий относится к роду Лютик (Ranunculus) семейства Лютиковые (Ranunculaceae) порядка Лютикоцветные (Ranunculales). Таксономическая схема в соответствии с Системой APG IV по состоянию на июнь 2024 года:
|  |                                      |  |                                   |                                   |                     |  | ещё 6 семейств | ещё 6 семейств |                 |  |                          |  | еще 1 615 подтвержденных видов и 480 видов, ожидающих подтверждения | еще 1 615 подтвержденных видов и 480 видов, ожидающих подтверждения |  |
|  |                                      |  |                                   |                                   |                     |  | ещё 6 семейств | ещё 6 семейств |                 |  |                          |  | еще 1 615 подтвержденных видов и 480 видов, ожидающих подтверждения | еще 1 615 подтвержденных видов и 480 видов, ожидающих подтверждения |  |
|  |                                      |  |                                   | порядок Лютикоцветные             |                     |  |                |                | род Лютик       |  |                          |  |                                                                     |                                                                     |  |
|  |                                      |  |                                   | порядок Лютикоцветные             |                     |  |                |                | род Лютик       |  | 5 внутривидовых таксонов |  |                                                                     |                                                                     |  |
|  | отдел Цветковые, или Покрытосеменные |  |                                   |                                   | семейство Лютиковые |  |                |                | вид Лютик едкий |  |                          |  |                                                                     |                                                                     |  |
|  | отдел Цветковые, или Покрытосеменные |  |                                   |                                   |                     |  |                |                |                 |  |                          |  |                                                                     |                                                                     |  |
|  |                                      |  | ещё 63 порядка цветковых растений | ещё 63 порядка цветковых растений |                     |  |                | ещё 53 рода    | ещё 53 рода     |  |                          |  |                                                                     |                                                                     |  |
|  |                                      |  |                                   | ещё 63 порядка цветковых растений |                     |  |                |                | ещё 53 рода     |  |                          |  |                                                                     |                                                                     |  |

### Внутривидовые таксоны
- Ranunculus acris subsp. borealis (Regel) Nyman
- Ranunculus acris subsp. friesianus (Jord.) Rouy & Foucaud
- Ranunculus acris subsp. hultenii Vorosch.
- Ranunculus acris subsp. pumilus (Wg.) Á.Löve & D.Löve
- Ranunculus acris var. frigidus Regel

### Синонимы
- Ranunculastrum acre Fourr.
- Ranunculastrum boraeanum Fourr.
- Ranunculastrum nemorivagum Fourr.
- Ranunculastrum vulgatum Fourr.
- Ranunculus acer auct.
- Ranunculus acris f. acris
- Ranunculus acris f. multiplicipetalus B.Boivin
- Ranunculus acris var. acris
- Ranunculus acris var. latisectus Beck
- Ranunculus acris var. minimus Vigo
- Ranunculus acris var. multifidus DC.
- Ranunculus acris var. sylvaticus (Thuill.) DC.
- Ranunculus barthii Schur
- Ranunculus boraeanus Jord.
- Ranunculus buergeri Miq.
- Ranunculus cammarifolius Arv.-Touv.
- Ranunculus colocensis Menyh.
- Ranunculus csatoi Schur
- Ranunculus eustrigulosus Schur
- Ranunculus franchetianus Boreau
- Ranunculus intercedens Domin
- Ranunculus kayserii Schur
- Ranunculus kerneri Freyn
- Ranunculus major Dumort.
- Ranunculus malacophyllus Schur
- Ranunculus mccallae K.C.Davis
- Ranunculus nemorivagus Jord.
- Ranunculus paradoxus Weihe
- Ranunculus pascuicola Jord.
- Ranunculus rectus Boreau
- Ranunculus siculus C.Presl
- Ranunculus silvaticus Vill.
- Ranunculus steveni Andrz. ex Besser
- Ranunculus stipatus Jord.
- Ranunculus subalpinus Schur
- Ranunculus sylvaticus Thuill.
- Ranunculus tomophyllus Jord.
- Ranunculus trachyticus Schur
- Ranunculus transsilvanicus Schur
- Ranunculus vulgatus Jord. ex Boreau